# Sibundoxia scripta
Genre
Espèce
Sibundoxia scripta, unique représentant du genre Sibundoxia, est une espèce d'opilions laniatores de la famille des Cranaidae.

## Distribution
Cette espèce est endémique du département de Putumayo en Colombie. Elle se rencontre vers Sibundoy.

## Description
La femelle holotype mesure 6 mm.

## Publication originale
- Roewer, 1963 : « Opiliones aus Peru und Colombien. [Arachnida Arthrogastra aus Peru V]. » Senckenbergiana biologica, vol. 44, p. 5–72.